# Bauersche Gießerei
Die Bauersche Gießerei war eine deutsche Schriftgießerei, die 1837 von Johann Christian Bauer in Frankfurt am Main gegründet wurde. Frankfurt hatte zwar seine führende Stellung im Buchhandel an Leipzig verloren, war aber die Stadt der Schriften geblieben.

## Geschichte

### Umzug nach Bockenheim

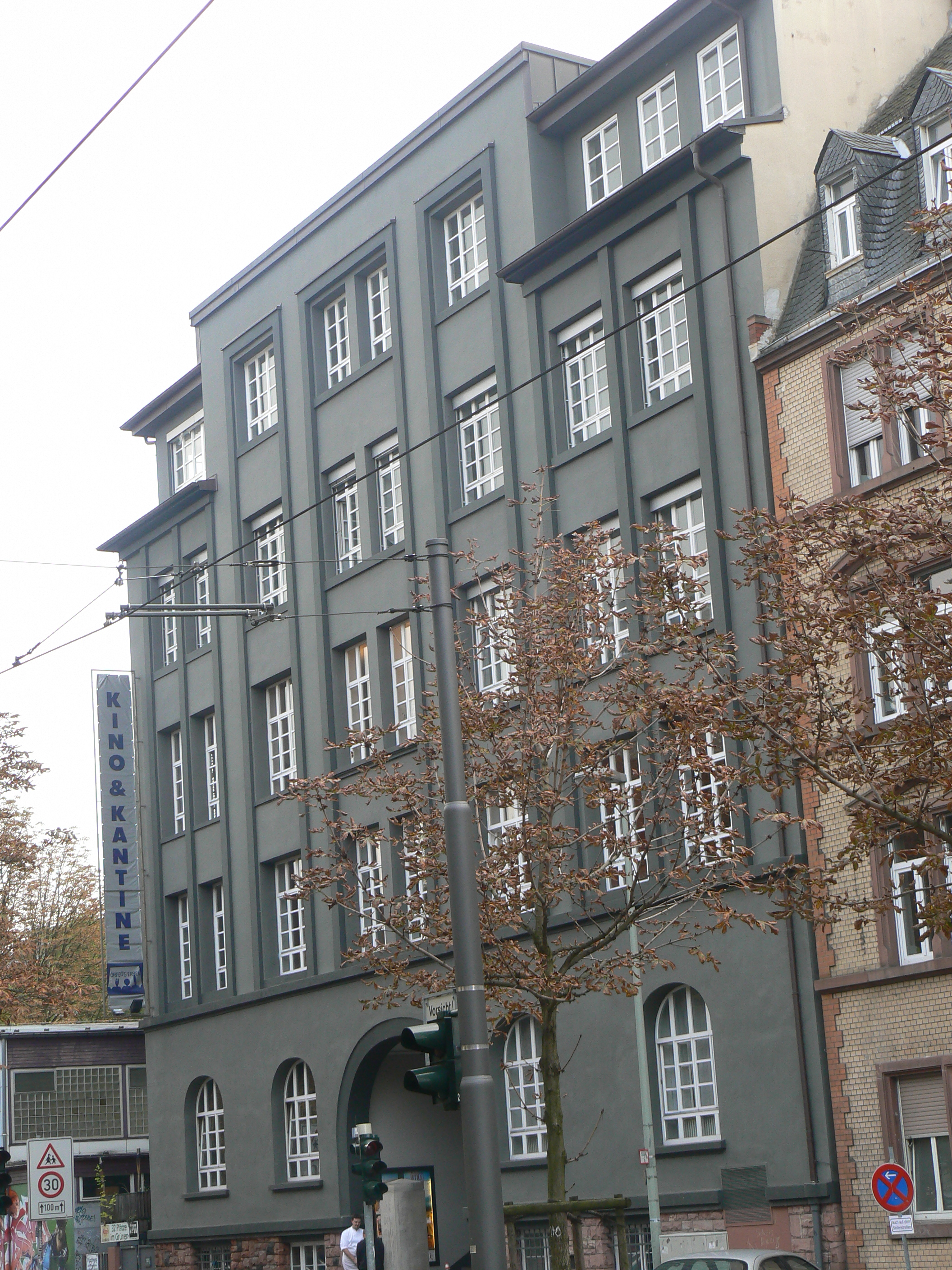
Ehemalige Bauersche Gießerei in Frankfurt-Bockenheim, Hamburger Allee

1872 zog das Unternehmen in das noch selbstständige Bockenheim und produzierte von 1878 bis 1904 in erweiterten Räumen nahe der Bockenheimer Warte.

### Schwächephase
Das Unternehmen wäre Ende des 19. Jahrhunderts fast zugrunde gegangen, da die Firmenleitung angenommen hatte, dass das Schriftgießen, nicht aber das Setzen automatisiert werden würde. Durch die Erfindungen der Universal-Typenguss- und Fertigmacher-Maschine sowie einer brauchbaren Setzmaschine schien das große Absatzgebiet des Zeitungs- und Buchdrucks verloren zu gehen.

### Neuausrichtung
1898 übernahm mit Georg Hartmann ein neuer Eigentümer das Unternehmen und stellte es neu auf. Namhafte Schriftentwerfer, Künstler, darunter Lucian Bernhard, Konrad Friedrich Bauer (nicht mit dem Firmengründer verwandt), Walter Baum, Heinrich Jost, Imre Reiner, Friedrich Hermann Ernst Schneidler, Emil Rudolf Weiß und Heinrich Wieynck entwarfen fortan neue und schönere Schriften für das Unternehmen. Auch der technische Betrieb wurde vollständig umgestaltet.
Zu den bekanntesten Schriften der Bauerschen Gießerei zählen die Bauer Bodoni, Bernhard Antiqua, Folio, Futura, Impressum und Weiß Antiqua.

### Neuer Aufschwung
In der heutigen Hamburger Allee (früher Moltke-Allee) wurde 1904 ein neues Fabrikgebäude errichtet. Es gilt als ein exemplarisches Beispiel der Bockenheimer Industriearchitektur der Architekten Josef Rindsfüßer & Martin Kühn in Formen des Industriejugendstils. Die damals modernsten Maschinen wurden hier aufgestellt. Zusammen mit den künstlerischen Anstrengungen schaffte man die Wende und die Aufträge stiegen wieder an. 1914 hatte man 400 Arbeiter und 100 Maschinen.
In der Folge wuchs die Gießerei auch durch zahlreiche Übernahmen, etwa im Jahre 1916 die der Frankfurter Schriftgießerei Flinsch, die selbst ein weltweit agierendes Unternehmen war. 1927 wurde ein Büro in New York eröffnet.

### Endpunkt
1972 wurden die Aktivitäten am Stammsitz Frankfurt eingestellt und auf die ehemalige Tochtergesellschaft Fundición Tipográfica Neufville in Barcelona übertragen, ab 1995 auf die Firma Bauer Types, SL, die noch immer die Rechte an zahlreichen Schriften hält. Diese werden u. a. von Unternehmen wie Monotype, Adobe, Paratype, URW++, Elsner & Flake vertrieben, von Neufville Digital insbesondere die Futura ND und Elizabeth ND.

## Heutige Nutzung des Gebäudes
Das ehemalige Gebäude der Bauerschen Schriftgießerei ist heute ein Medienzentrum. Werbe- und andere Mediengesellschaften, wie z. B. die von Walter Lürzer, das private Galli-Theater, das Kino-Restaurant Orfeo’s Erben, das Institut für sozial-ökologische Forschung und das Stadtmagazin Pflasterstrand sind bzw. waren dort untergebracht.

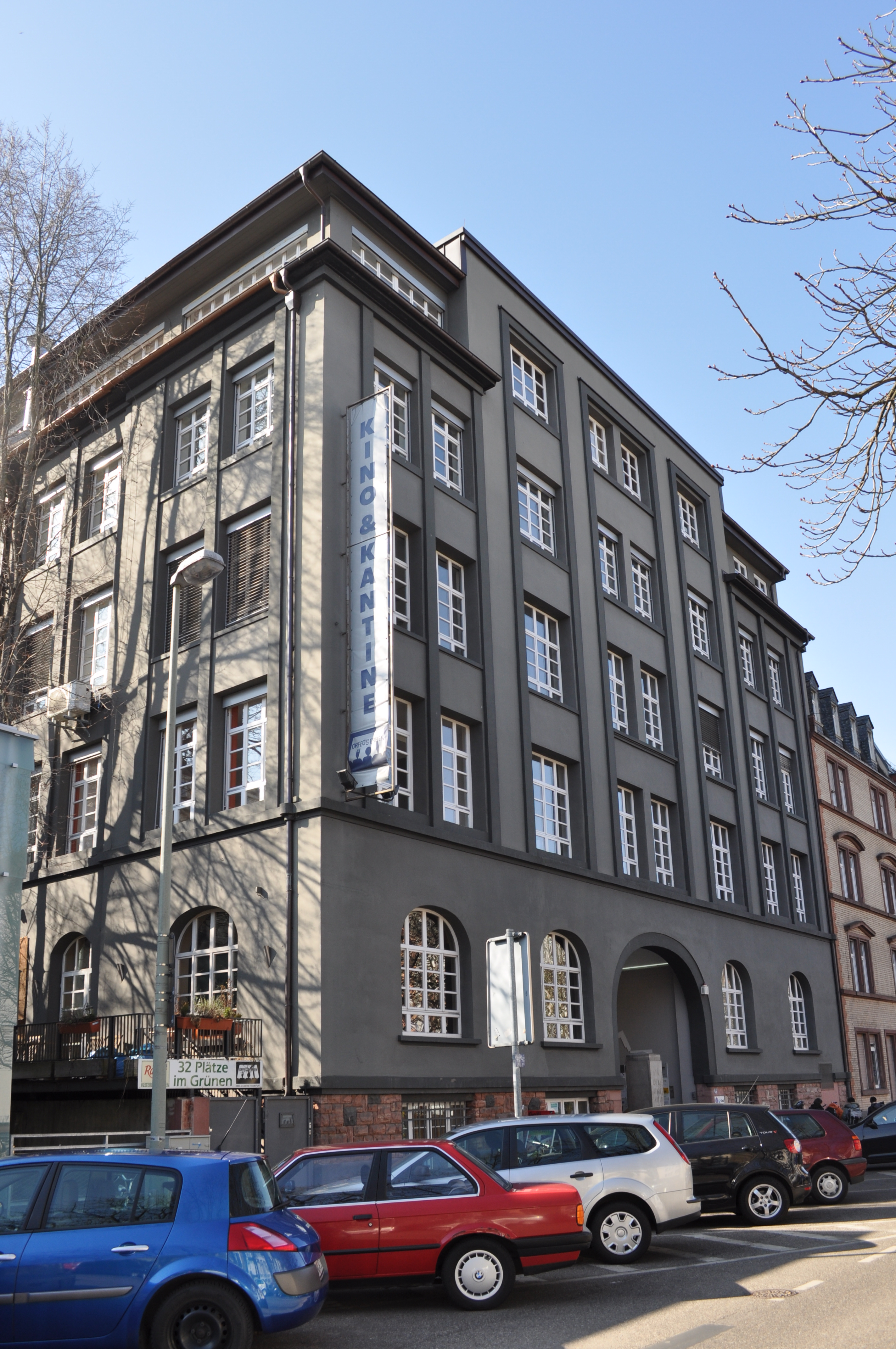
Frankfurt-Bockenheim Hamburger Allee 45, historische Bauersche Gießerei, weltbekannte typographische Industrie
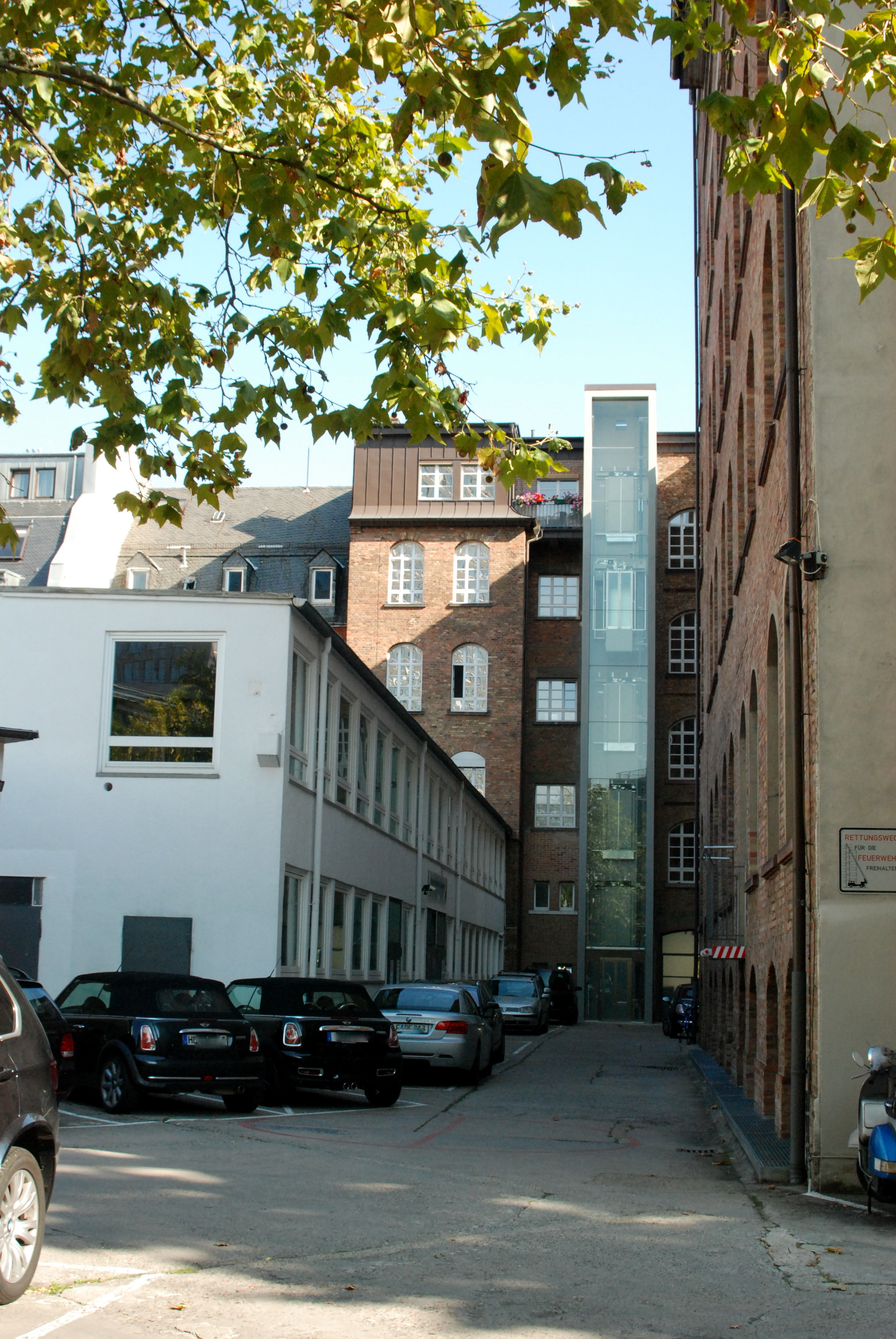
Frankfurt-Bockenheim, ehemalige Bauersche Gießerei, Innenbereich
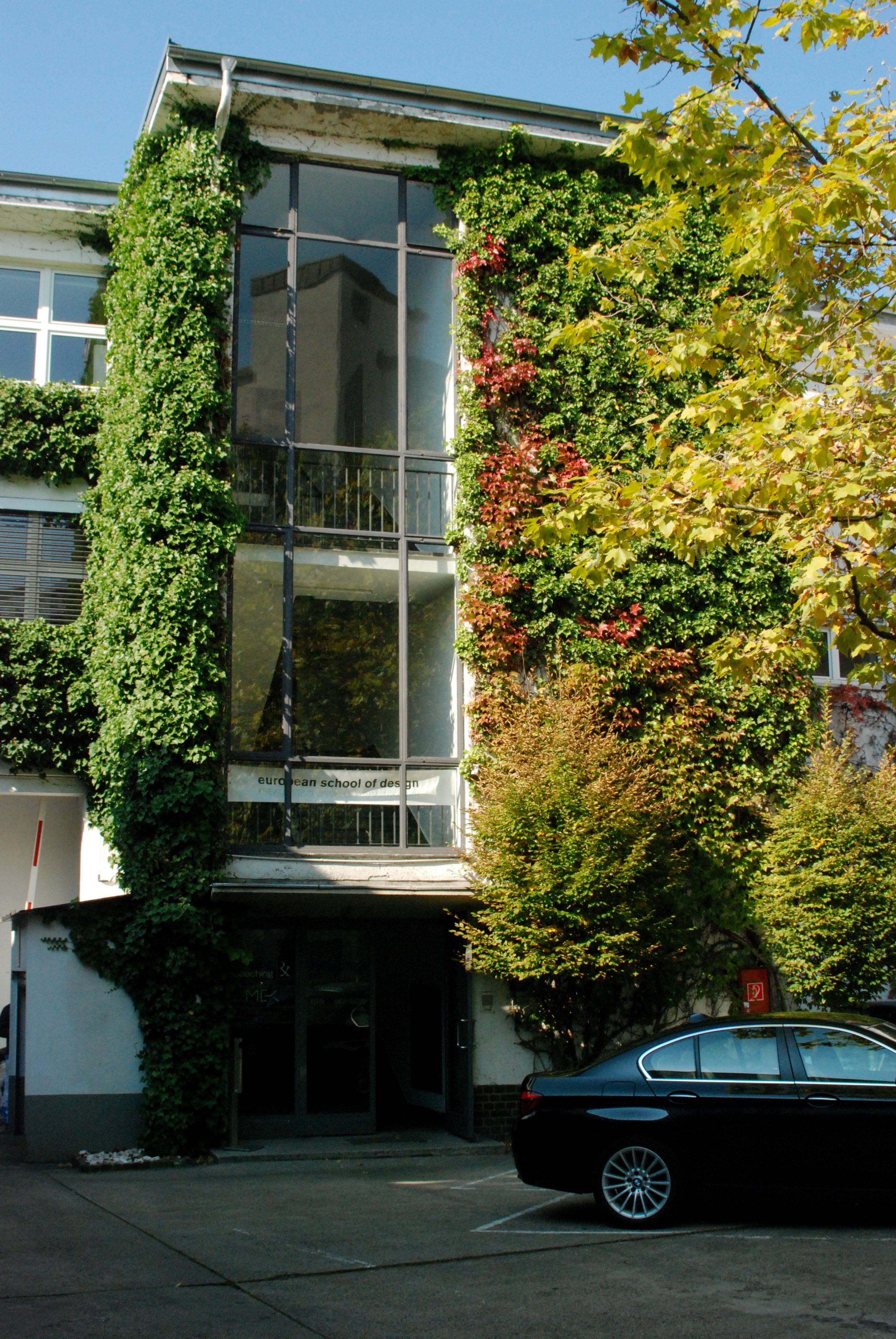
Frankfurt-Bockenheim, European School of Design, Teilbereich der ehemaligen Bauerschen Gießerei
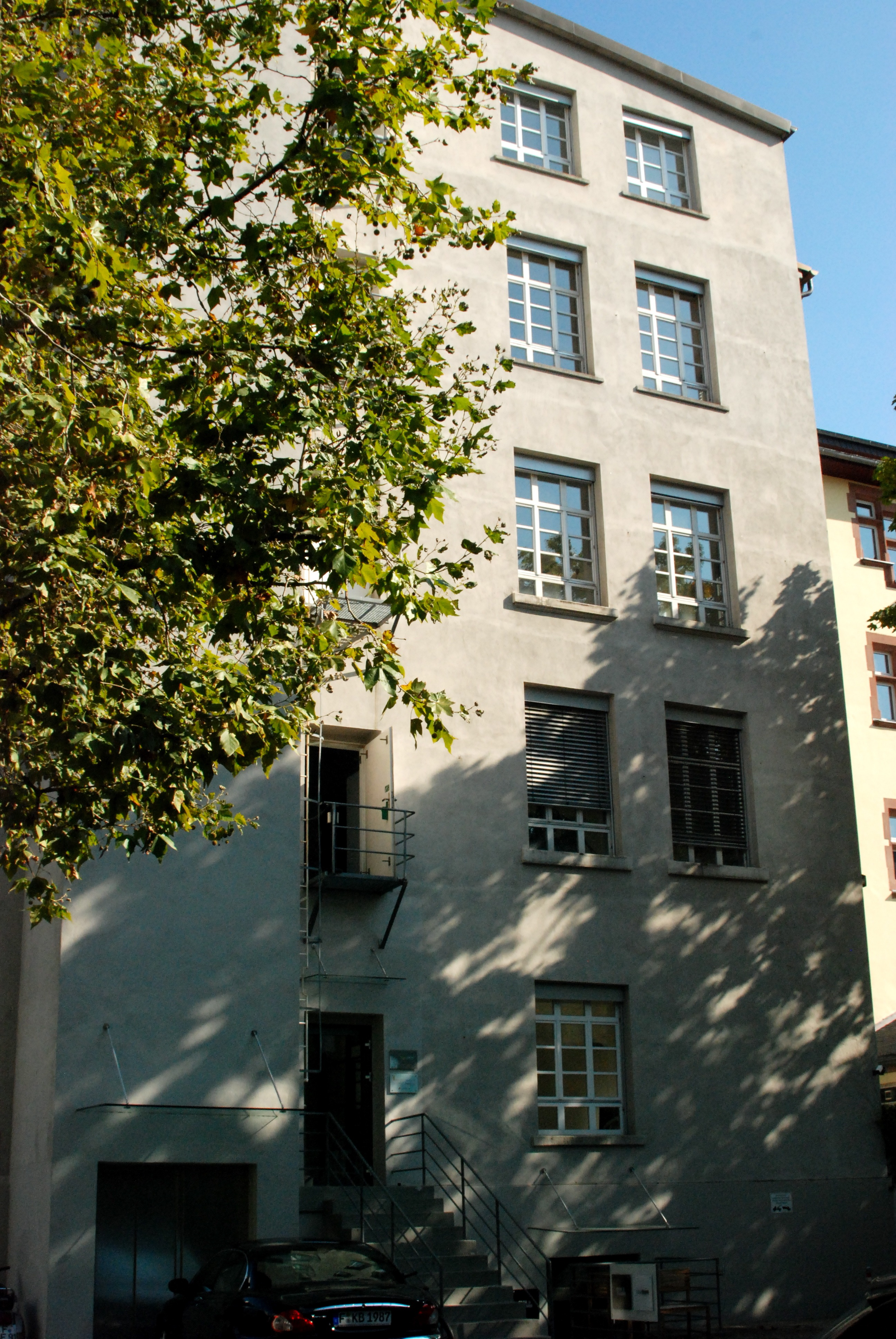
Frankfurt-Bockenheim, Fassadenteil der ehemaligen Bauerschen Gießerei
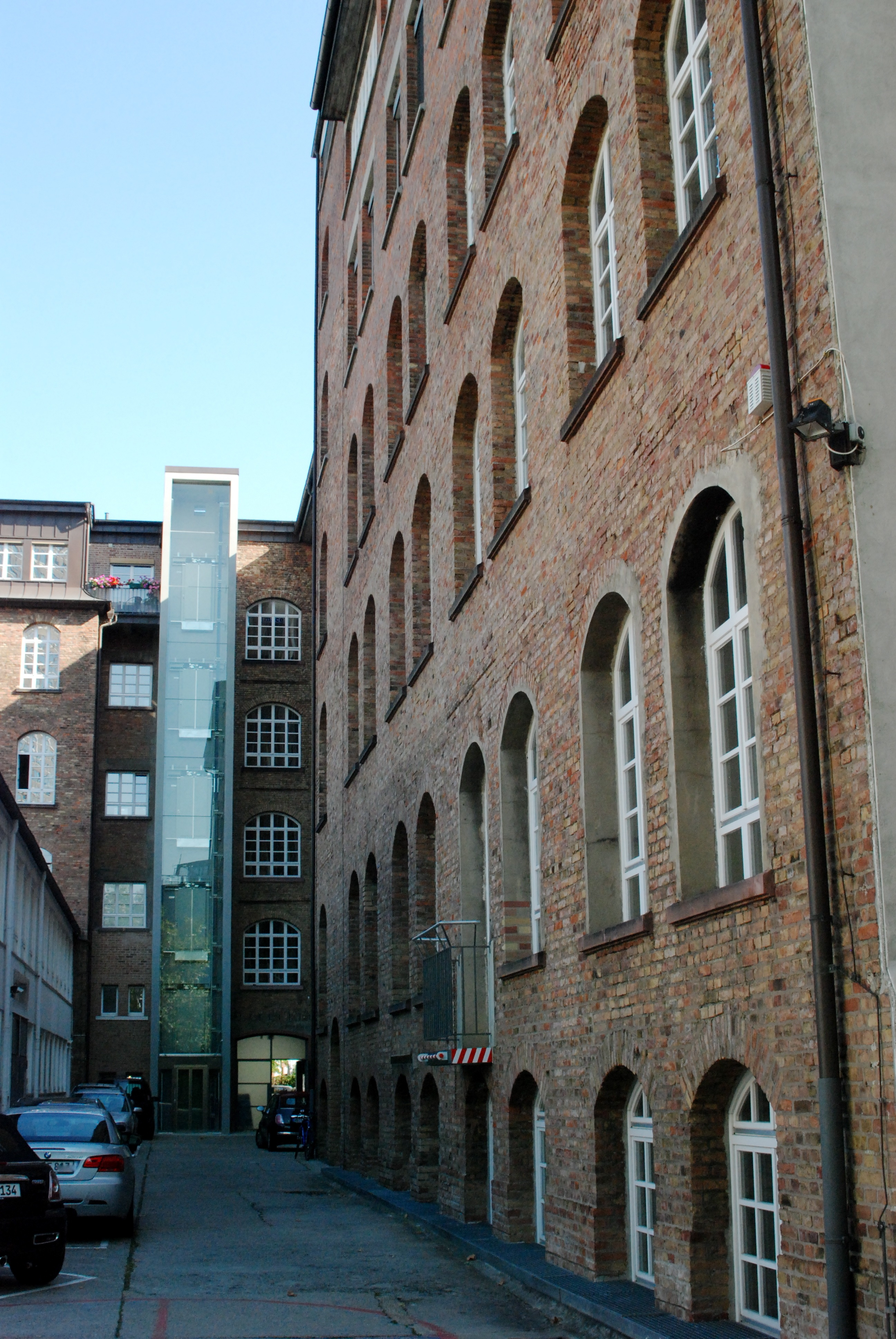
Frankfurt-Bockenheim, ehemalige Bauersche Gießerei, Innenbereich
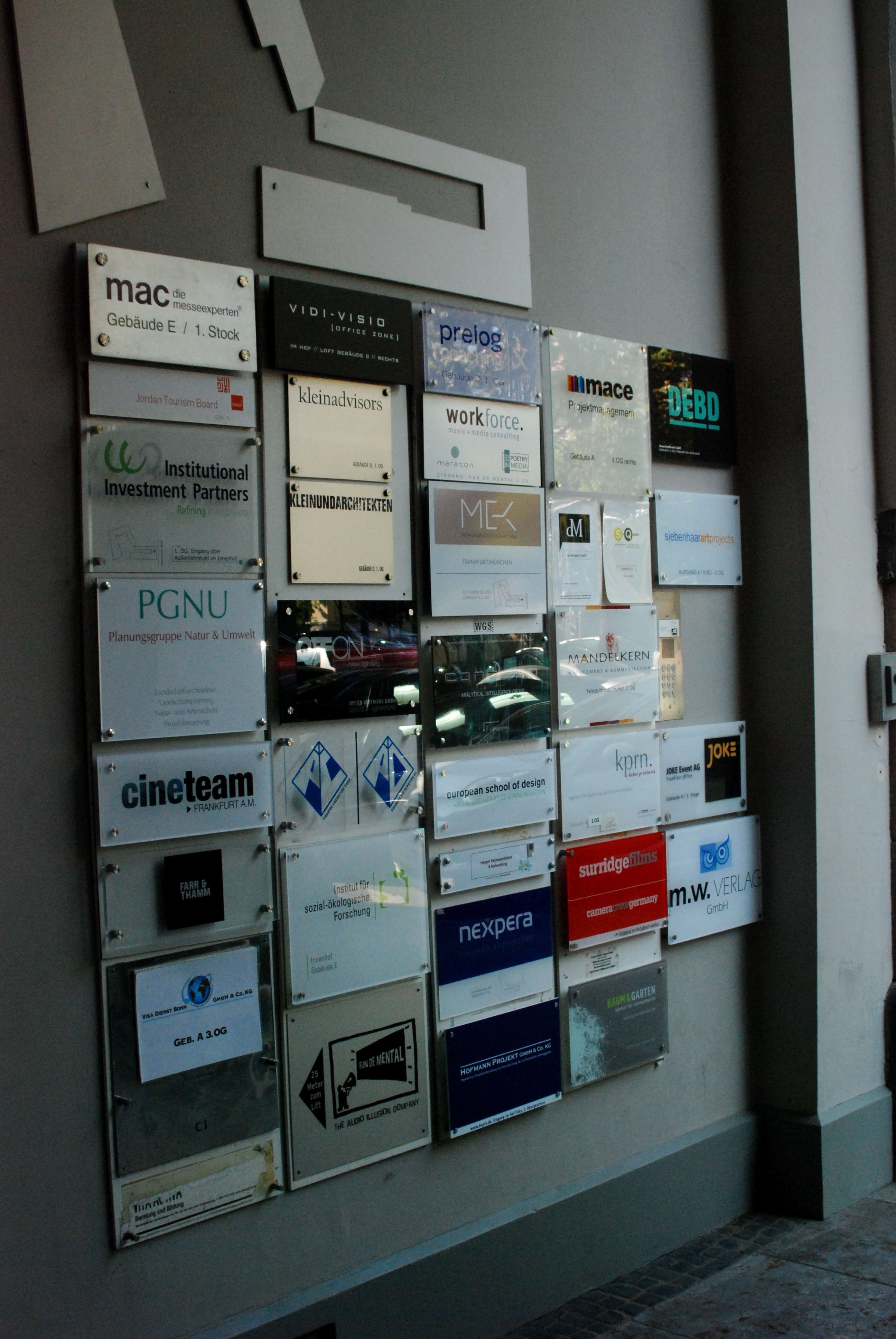
Frankfurt-Bockenheim, Schilderwald im Außenbereich der ehemaligen Bauerschen Gießerei

## Veröffentlichungen
- Konrad F. Bauer: Zur Geschichte der Unger-Fraktur. Sonderabzug aus dem Gutenberg-Jahrbuch, 1929. Bauersche Gießerei, Frankfurt a. M.
- Eberhard Hölscher: Ansprache bei der Eröffnung der Ausstellung „Der Schriftkünstler E. R. Weiß“, anlässlich seines sechzigsten Geburtstages, im Schriftmuseum Rudolf Blanckertz in Berlin, 1935. Bauersche Gießerei, Frankfurt a. M.
- Konrad F. Bauer mit Gustav Mori: Werden und Wachsen einer deutschen Schriftgießerei. Zum 100jährigen Bestehen der Bauerschen Gießerei. Frankfurt a.M. 1837–1937. 1937. Bauersche Gießerei, Frankfurt a. M.
- Greif, eine Geschichte des Buchdrucker-Wappentieres, 1939. Bauersche Gießerei, Frankfurt a. M.
- Ein Stammbaum der Schrift, 1962. Bauersche Gießerei, Frankfurt a. M.